# アーチウェイ駅
アーチウェイ駅（アーチウェイえき、英語：Archway tube station）はロンドン北部、イズリントン・ロンドン特別区のアーチウェイにあるロンドン地下鉄の駅である。当駅はホロウェイ・ロード、ハイゲート・ヒル、ジャンクション・ロードがアーチウェイ・ロードに交わる地点、アーチウェイ・タワー（高層ビル）の直下にあり、ノーザン線ハイ・バーネット支線のハイゲート駅とタフネル・パーク駅の間にある。当駅はトラベルカード・ゾーン2とトラベルカード・ゾーン3の境界上にある。

## 駅の位置

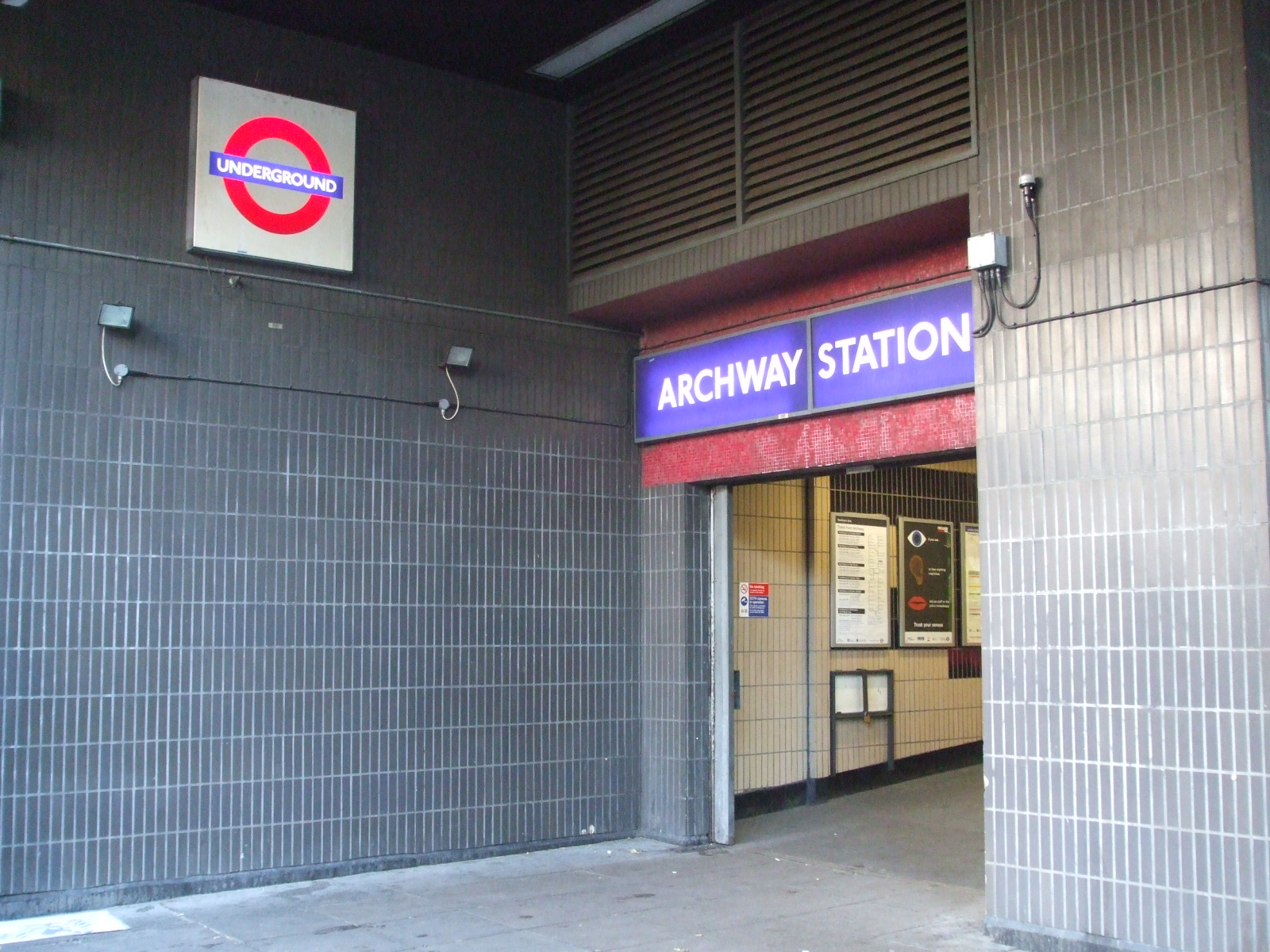
ハイゲート・ヒルに面した出入口

当駅はチャリングクロス・ユーストン・アンド・ハムステッド鉄道の北の終点として建設された。現在駅がある場所はホロウェイ・ロードの北端ではあったが、特定の地名はなかったため、旅客誘致の意味も込めて、近隣の丘の上にあった村の名前と同じ「ハイゲート」と命名された。駅建設中にハイゲート・ヒルとアーチウェイ・タヴァーン付近の村を結ぶヨーロッパ初のケーブルカーが開業し、アーチウェイ・タヴァーンも駅名の候補となっていた。2015年現在の駅入口はアーチウェイ・タワーの下のジャンクション・ロードとハイゲート・ヒルにある。

## 歴史

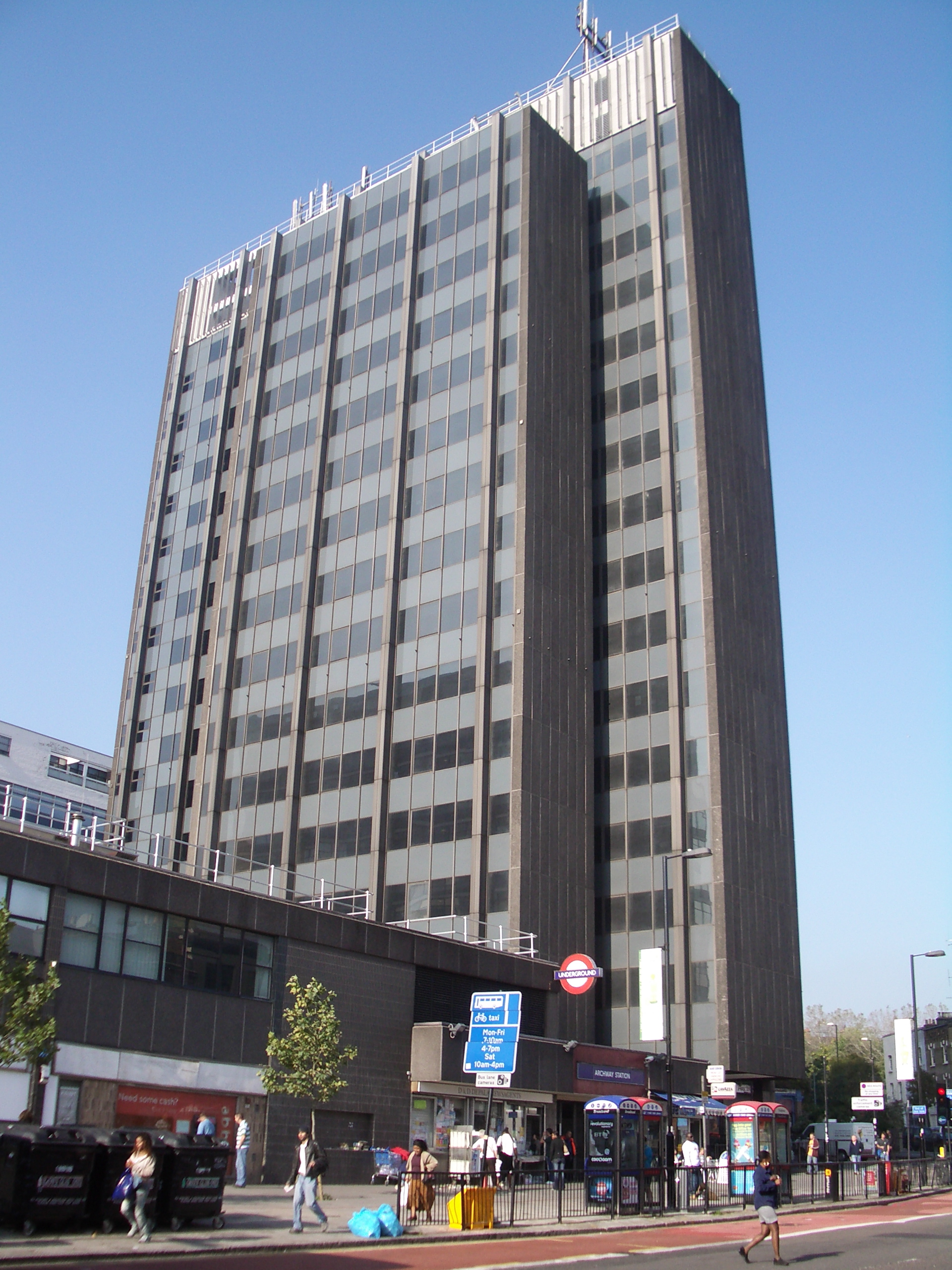
駅はアーチウェイ・タワーの下にある。ジャンクション・ロードからみたアーチウェイ・タワー

当駅はレスリー・グリーン設計による、チャリングクロス・ユーストン・アンド・ハムステッド鉄道（ハムステッド・チューブ）に共通して見られた赤いタイルを貼った駅舎を備え、1907年6月22日に開業した。当駅はチャリング・クロス駅を起点に北上し、カムデン・タウン駅で分岐したハムステッド・チューブの北の2つの終点のひとつであり、新開発地に建設された他の駅同様、駅名自体が地名となった。
1939年7月3日、ニュー・ワークス・プログラムの一環として行われたノーザン・ハイト開発計画の一環としてグレート・ノーザン鉄道のハイゲート駅まで延伸して同鉄道の路線と接続、イースト・フィンチリー駅までの乗り入れを開始した。乗り入れ開始に先立つ1939年6月11日に駅名がアーチウェイを跨ぐ近隣の陸橋にちなみ、「ハイゲート（アーチウェイ）」に改称された。「ハイゲート」の名前をロンドン・アンド・ノース・イースタン鉄道の高架駅の下に新設された駅に譲って1941年に「アーチウェイ（ハイゲート）」に、1947年には「アーチウェイ」に改称されている。

## 構造
1930年に開業時からのエレベーターを撤去してエスカレーターに置き換え、チャールズ・ホールデンが設計したハマスミス駅のものと酷似した駅舎を増築する工事が行われた。113段の非常階段を通ってホームにアクセスすることもできる。
ホームの壁面はホールデンが設計した他の駅と同様シンプルなタイル張りのものとなった。クリーム色のタイルが駅全体に使われ、駅名がタイルに書かれた。同様の構成は1930年代から1940年代に建設された近隣のハイゲート駅、ベスナル・グリーン駅や、セントラル線ハイノールト支線のガンツ・ヒル駅などの数駅に見られる。

## 駅配線

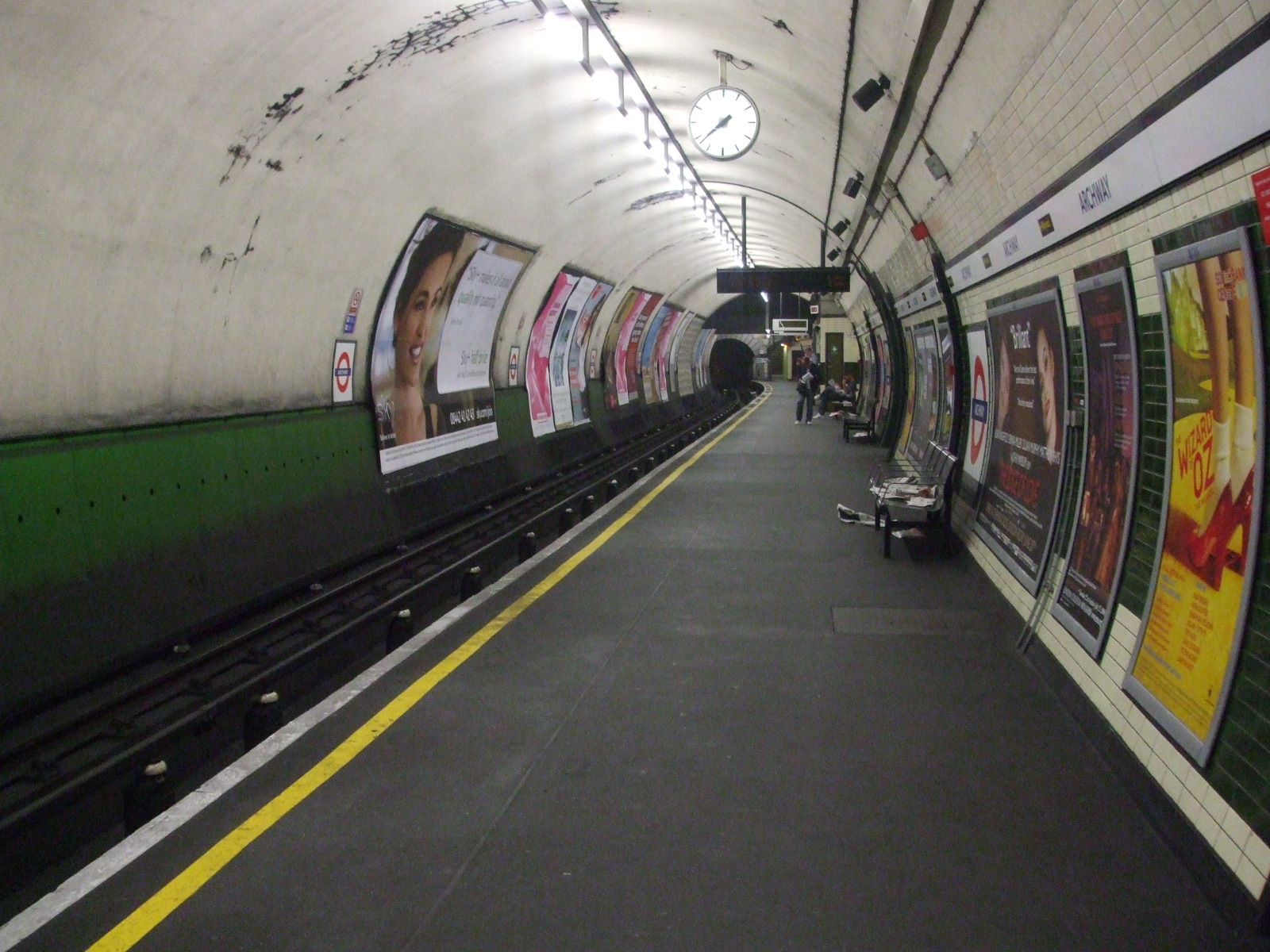
北行ホーム、北を見る。南行ホームとも、ホーム幅がそれほど広くないことが当駅がかつて終端駅だったことを語っている。

1907年にチャリングクロス・ユーストン・アンド・ハムステッド鉄道が開業したとき、当駅は北側の終点となっていたため、駅南側にはシーサス・クロスが設けられ、北側には引上線が設けられていた。1939年に路線が北に延伸された際、北行の線路の延長線上にあった引上線は本線に転用されたが、南行の線路の延長線上にあったものは引上線として残された。駅南のシーサス・クロスは片渡りに変更されたのち、1967年10月15日に当駅がコーバーグ駅からのプログラム式集中制御となった際に廃止された。当駅の信号制御室は1961年6月25日に集中制御が導入された時点で廃止されている。渡り線があった場所はトンネル内径が大きいままで残っているが、信号ケーブルが南行・北行の線路の間を通っている。ホームの配置及び旅客同線の設計に、終端駅だった姿をしのぶことが出来る。

## 列車運行
ノーザン線の列車はモーデン又はケニントンからエッジウェア、ハイ・バーネットまたはミル・ヒル・イーストへチャリング・クロスまたはバンク支線経由で運転されるが、事故や工事などの際にはアーチウェイ折り返しの列車が運行されることがある。列車の運行頻度は時間帯により異なるが、午前5時38分から午前0時19分まで双方向おおむね3から7分間隔で運転される。

## 他の交通機関との接続
- ロンドンバス4、17、41、43、134、143、210、263、271、390、C11、W5[13]及び深夜バスN20、N41当駅を経由する[14] serve the station. Furthermore, bus routes 43; 134; 271 and 390 have a 24-hour bus service.[13][14]。
- ロンドン地下鉄の路線図には記載されていないが、ロンドン・オーバーグラウンドの路線図には当駅から450 mのところにゴスペルオーク・バーキン線（英語版）のアッパー・ホロウェイ駅（英語版）があり、20分以内の乗継オイスター・カードの割引対象となる[1]。